# Norbit
Norbit is een Amerikaanse komediefilm uit 2007 van Brian Robbins. Eddie Murphy speelt in deze film drie verschillende hoofdrollen.

## Verhaal
De film volgt de sullige Norbit die nooit een makkelijk leven gehad heeft. Als kind werd hij door zijn ouders achtergelaten op de stoep van een Chinees restaurant en werd daar opgevangen door Mr. Wong. Op school wordt hij gepest, maar dit stopt nadat de reusachtige Rasputia voor hem opkomt. De twee krijgen een relatie en gaan op latere leeftijd samenwonen. Eenmaal volwassen geworden is Norbit uitgekeken op Rasputia maar hij durft niet bij haar weg te gaan. Dit wordt alleen maar erger als hij gedwongen wordt om met haar te trouwen. Op het moment dat Norbit het allemaal niet meer ziet zitten keert echter zijn jeugdliefde Kate terug in de stad.

## Rolverdeling
- Eddie Murphy - Norbit / Rasputia / Mr. Wong
- Thandie Newton - Kate Thomas
- Cuba Gooding, Jr. - Deion Hughes
- Terry Crews - Big Black Jack
- Clifton Powell - Earl
- Lester "Rasta" Speight - Blue
- Eddie Griffin - Pope Sweet Jesus
- Katt Williams - Lord Have Mercy
- Marlon Wayans - Buster
- Michael Colyar - Barber

## Razzie Awards
Eddie Murphy werd voor deze film driemaal genomineerd voor “slechtste acteur/actrice” (een voor elk personage die hij speelde), een keer voor slechtste schermkoppel (wederom tussen meerdere personages vertolkt door hem) en een voor slechtste scenario. Hij won alle drie de “slechtste acteur”-prijzen. Daarmee werd hij de eerste persoon die de prijs won voor zowel acteur als actrice.